# Abynotha preussi
Abynotha preussi är en fjärilsart som beskrevs av Paul Mabille 1892. Abynotha preussi ingår i släktet Abynotha och familjen tofsspinnare. Inga underarter finns listade i Catalogue of Life.